# Villamayor
Villamayor település Spanyolországban, Salamanca tartományban. Villamayor Salamanca, Doñinos de Salamanca, Carrascal de Barregas, Florida de Liébana, Valverdón, Castellanos de Villiquera és Villares de la Reina községekkel határos. Lakosainak száma 7669 fő (2024).

## Népesség
A település népessége az elmúlt években az alábbi módon változott:
| Lakosok száma | 3203 | 4221 | 5808 | 6251 | 6683 | 6941 | 7107 | 7202 | 7402 | 7669 |
|               | 2001 | 2004 | 2007 | 2009 | 2012 | 2014 | 2017 | 2019 | 2022 | 2024 |